# Ямалгазинвест
ЗАО «Ямалгазинвест» — компания, отвечающая за организацию полного цикла реализации инвестиционного проекта: от проектирования до регистрации прав собственности. На Общество возложена задача по организации проектирования и строительства магистральных газопроводов и компрессорных станций, а также обслуживающих их объектов производственного назначения, с выполнением по договору функций заказчика.

## Деятельность
В течение первых пяти лет производственная деятельность Ямалгазинвеста была сконцентрирована на организации проектирования и строительства российской части газопровода Ямал — Европа, газопроводов СРТО-Торжок и Заполярное-Уренгой.
Затем Обществу были поручены не менее масштабные стройки, в том числе расширение Уренгойского газотранспортного узла, сооружение участка трубопровода Починки-Изобильное-Северо-Ставропольское ПХГ, обеспечивающего стабильную работу «Голубого потока», строительство Северо-Европейского газопровода, газопровода-подключения Песцового месторождения к системе газопроводов Ямбург-Центр.
В 2007 году Ямалгазинвест приступил к реализации ряда новых инвестиционных проектов: система магистральных газопроводов «Бованенково-Ухта», газопровод «Починки-Грязовец», ГКС на Заполярном месторождении, станция охлаждения газа Песцовой площади Уренгойского НГКМ, КС по утилизации попутного газа ЦПС-1, ЦПС-2 Уренгойского нефтегазоконденсатного месторождения, а также осуществление магистрального транспорта углеводородов газоконденсатных залежей Заполярного НГКМ.
В 2011 году приступил к реализации проекта Ухта-Торжок.
За годы работы ЗАО «Ямалгазинвест» построены и сданы в эксплуатацию более 8 тысяч км линейной части газопроводов, более 50 мощностных объектов компрессорных станций, более 3,5 тысяч км технологической связи, а также многочисленные вспомогательные объекты.
До 2017 года Общество обеспечивало реализацию ряда инвестиционных проектов, в том числе, вело строительство систем магистральных газопроводов (СМГ) «Бованенково-Ухта» и «Ухта-Торжок» (1 очередь), предназначенных для транспортировки природного газа с полуострова Ямал в Единую систему газоснабжения России.